# Професионална шахматна асоциация
Професионалната шахматна асоциация (ПША) (на английски: Professional Chess Association) е международна организация, съществувала в периода 1993 – 1996 г., паралелно и конкурираща се със Световната шахматна федерация (ФИДЕ).

## Създаване
Професионалната шахматна асоциация е създадена през 1993 г. от Гари Каспаров и Найджъл Шорт с цел маркетинг и организация на мача за световната титла през 1993 г.. През 1993 г. Найджъл Шорт печели турнира, определящ кандидатите за световната титла на ПША и получава право да играе срещу действащия тогава световен шампион Гари Каспаров. Според регламента на ФИДЕ, действащият шампион (Каспаров) и претендентът (Шорт) трябва заедно да определят града, който да бъде домакин на мача. Според Каспаров и Шорт президентът на ФИДЕ Флоренцио Кампоманес нарушава правилата като еднолично избира и обявява Манчестър за доманин на срещата. Всеизвестно било, че Световната шахматна федерация - ФИДЕ получава значителна част от приходите си от наградния фонд на световния шампионат. В отговор Каспаров и Шорт основават Професионалната шахматна асоциация и назначават Боб Райс за комисар. Те изиграват мача за световната титла през октомври 1993 г. под егидата на ПША. Срещата между двамата се състои в Театър Савой в Лондон като главен спонсор е вестник Таймс. Каспаров печели мача с 12,5 — 7,5 и става световен шампион на ПША. ФИДЕ отнема световната титла на Каспаров и организира мач между Анатоли Карпов и Ян Тиман, последните двама играчи, които Найджъл Шорт побеждава, когато печели турнира за кандидатите за световната титла. Атаноли Карпов печели този мач и става световен шампион по шах на ФИДЕ. За първи път в историята на шаха има двама световни шампиони – световният шампион на ФИДЕ Карпов и световният шампион на ПША Каспаров.

## Период на противопоставяне
В периода от 1993 г. до 1995 г. ПША провежда зонален турнир и кандидатски срещи в стила на квалификациите за световния шампионат, които организира ФИДЕ. Световната шахматна федерация - ФИДЕ също провежда свой собствен кръг на квалификации като много от играчите участват и на двете места. Турнирът, определящ кандидатите за световната титла на ПША се печели от индиеца Вишванатан Ананд. Каспаров защитава своята световна титла срещу Ананд в мач, проведен през септември 1995 г. в Световния търговски център в Ню Йорк, който Каспаров печели с 10,5 – 7,5.

## Прекратяване на съществуването
Професионалната шахматна асоциация продължава да съществува до 1996 г. Скоро след оттеглянето на главния спорнор на асоциацията – Интел, ПША прекратява дейността си. Каспаров не успява да организира квалификационния кръг за излъчване на претендент за титлата. Впоследствие той играе с претендента Владимир Крамник на Световния шампионат по класически шах шампионат през 2000 г. Крамник печели срещата, която се провежда под егидата на Брейнгеймс (Braingames). Спорът между ПША и ФИДЕ в крайна сметка е разрешен през 2006 г. с провеждането на Световния шампионат по шах. Мачът между Крамник и Веселин Топалов, който е вид обединение, се печели от Крамник.